# 胡司德
鲁尔·斯特克斯 FBA（荷蘭語：Roel Sterckx, 1969年—），汉名胡司德，是一位弗拉芒人汉学家，在剑桥大学李约瑟汉学教授席位担任汉学教师，同时也是剑桥大学克莱尔学院研究主任。

## 生平
胡司德在莫尔完成中学后，考取了荷兰语鲁汶天主教大学中文系，1991年硕士毕业，又进入国立台湾大学学习两年中国哲学，之后转入剑桥大学，1993年得到研究硕士学位。1997年凭借论文"The Animaland the Daemon in Early China: A Study of Animal Lore in Warring States and Han Texts" 拿到剑桥大学东方研究博士学位。他同时也获得牛津大学的合作项目博士学位。 
2006年至2012年担任欧洲汉学学会秘书长，2013年被选为英国国家学术院院士。
胡司德的主要研究方向是古典中国文学和语言、文化史、农业史、宗教和先秦时期朝代思考。他的著作包括烹饪文化、动物世界的观念和前现代中国的自然史。